# Jezioro Dobczyckie
Das Jezioro Dobczyckie ist ein Stausee am Fluss Raba in der polnischen Woiwodschaft Kleinpolen. Er liegt in den Beskiden.

## Beschreibung
Hinter der 30 Meter hohen und ungefähr 617 Meter langen Staumauer wird das Wasser der Raba sowie kleinerer Zuflüsse aufgestaut. Bei Vollstau beinhaltet der Stausee 127 Millionen Kubikmeter Wasser. Am See liegen die Orte Dobczyce, Kornatka, Brzezowa, Droginia, Osieczany, Borzęta, Brzączowice, Zakliczyn, Czechówka und Stojowice.

## Geschichte
Der Stausee wurde 1986 geflutet. Er wird sowohl als Badesee als auch als Schutzspeicher gegen Überflutungen, Wasserkraftwerk sowie als Trinkwasserreservoir für das nördlich gelegene Krakau genutzt.

## Tourismus
Am Ufer des Sees befindet sich die Burg Dobczyce. Der See wird teilweise als Badesee genutzt.

## Panorama

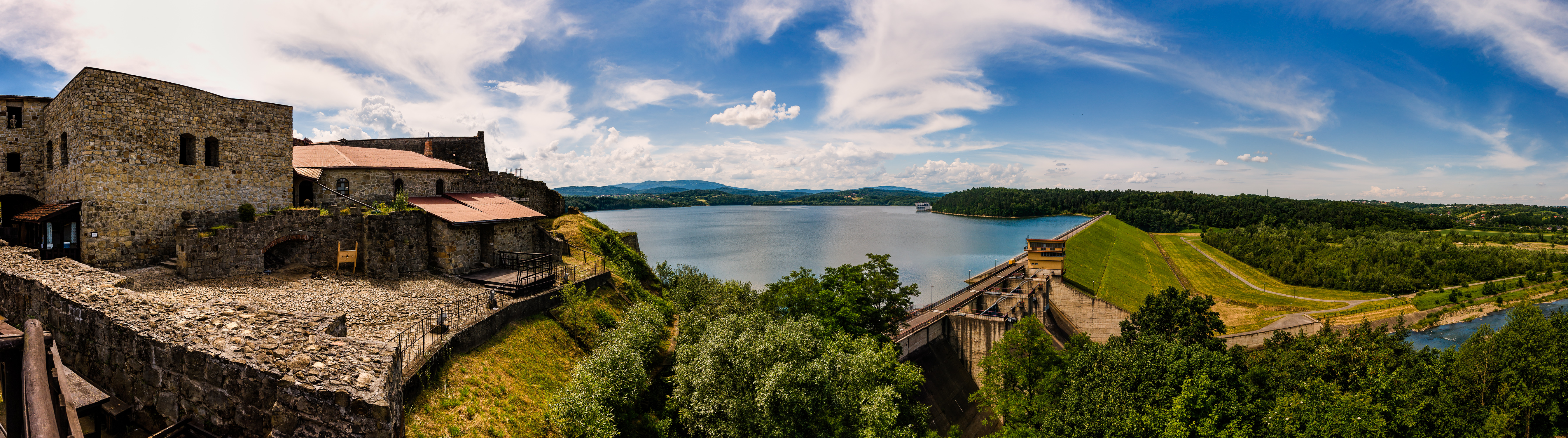
Blick auf die Staumauer von der Burg Dobczyce